# Ordgar
Ordgar est un noble anglais mort en 971. Il est le beau-père du roi Edgar, qui le nomme ealdorman du Devon, et le grand-père maternel d'Æthelred le Malavisé.

## Biographie
Les origines d'Ordgar sont obscures. Il apparaît dans les sources d'époque en 962, lorsqu'il commence à témoigner sur les chartes du roi Edgar en qualité de thegn. Sa fille Ælfthryth, veuve de l'ealdorman Æthelwald, épouse le roi en 964 et Ordgar est élevé au rang d'ealdorman plus tard la même année. Son autorité s'étend apparemment sur les comtés du Devon et des Cornouailles ; les manumissions de Bodmin (en) mentionnent qu'il affranchit un de ses esclaves à Bodmin.
Ordgar apparaît sur presque toutes les chartes émises par Edgar entre 964 et 970, ce qui suggère qu'il fait partie de ses conseillers les plus écoutés. Il meurt en 971 et Jean de Worcester rapporte qu'il est inhumé à Exeter, dans le Devon. Son fils Ordwulf (en) est à son tour un proche conseiller du roi Æthelred le Malavisé (le fils d'Edgar et Ælfthryth) dans les années 990 et 1000.
Le poème Estoire des Engleis de Geoffroy Gaimar, rédigé au XIIe siècle, offre une version fantaisiste de l'histoire d'Ælfthryth et de ses deux mariages. Ordgar y est décrit comme un fils d'ealdorman, marié à une femme d'extraction royale, qui détient des terres dans tous les villages entre Frome et Exeter, autrement dit d'un bout à l'autre du sud-ouest de l'Angleterre.